# Egypt as It Was in the Time of Moses
Pour plus de détails, voir Fiche technique et Distribution.
Egypt as It Was in the Time of Moses est un documentaire américain sorti en 1912, réalisé par Sidney Olcott. Tourné en Égypte durant l'hiver 1912.

## Fiche technique
- Réalisation : Sidney Olcott
- Scénario :
- Production : Kalem
- Directeur de la photo : George K. Hollister
- Longueur : 1000 pieds
- Date de sortie : 1912
- Distribution :

## Anecdotes
Le film a été tourné à Luxor, en Égypte, sur les bords du Nil. 
Une copie incomplète existe. Elle est mise en ligne sur Internet avec un time code.